# Малка теорема на Ферма
Теоремата на Ферма гласи:

Ако a е цяло число ({\displaystyle a\in \mathbb {Z} }) и p e просто число, то
{\displaystyle a^{p}\equiv a{\pmod {p}}}

### Числови примери
- 43 − 4 = 60 се дели на 3.
- (−3)7 − (−3) = −2184 се дели на 7.
- 297 − 2 = 158456325028528675187087900670 се дели на 97.

### Доказателство на теоремата чрез метода на индукцията
Ще докажем, че за всяко просто p и цяло неотрицателно a, {\displaystyle a^{p}-a} се дели на p като използваме метода на математическата индукция.
1) За a=1, {\displaystyle a^{p}-a=0} и се дели на p
2) Да допуснем, че твърдението е вярно за a=k. Ще го докажем и за a=k+1.
{\displaystyle a^{p}-a=(k+1)^{p}-(k+1)=k^{p}+1+\sum _{l=1}^{p-1}{p \choose l}k^{l}-k-1=}
{\displaystyle =k^{p}-k+\sum _{l=1}^{p-1}k^{l}{p \choose l}}
Но {\displaystyle k^{p}-k} се дели на p по предположение на индукцията. Що се отнася до другото събираемо, то {\displaystyle {p \choose l}={p! \over l!(p-l)!}}. За {\displaystyle 1\leq l\leq p-1}, числителя на тази дроб се дели на p, а знаменателя - не се дели, следователно, {\displaystyle {p \choose l}} се дели на {\displaystyle p}. Следователно цялата сума {\displaystyle k^{p}-k+\sum _{l=1}^{p-1}{p \choose l}} се дели на p, което и трябваше да се докаже.
За отрицателни a и нечетни p теоремата се доказва лесно ако приемем, че b=-a. За отрицателни a и p=2, верността на теоремата следва от {\displaystyle a^{2}-a=a(a-1)}.